# محسن بن علي المساوى
محسن بن علي المساوى (1323 - 1354 هـ) عالم دين ومؤسس دار العلوم الدينية بمكة. تصدر للتدريس بمكة وأقبل على درسه طلبة من مختلف الأجناس وكان شيخ لكثير من العلماء مع حداثة سنِّه. وكان مولعا بجمع نفائس المخطوطات في شتى العلوم، فلا يسمع بوجود كتاب إلا ويشتريه أو ينسخه، وترك مكتبة ضخمة متنوعة، أوقفها على مدرسة دار العلوم الدينية.

## مولده ونشأته
ولد في الثامن عشر من شهر محرم سنة 1323 هـ بمدينة فلمبان التابعة لجزيرة سومطرة الإندونيسية. ونشأ في كنف والده وتلقى عليه المبادئ الأولية، وكان والده قد قدم من بلاد أسلافه بحضرموت إلى إندونيسيا لنشر العلوم الشرعية، فأسس جمعية ثمرات الإخوان بمدينة جمبي بسومطرة، وكان لهذه الجمعية أربع مدارس شرعية؛ مدرسة نور الإسلام ومدرسة نور الإيمان ومدرسة الجوهرين ومدرسة سعادة الدارين. وأدخله والده مدرسة نور الإسلام، ثم مدرسة سعادة الدارين، فحفظ القرآن على المقرئ الحاج شمس الدين، ثم التحق بمدرسة حكومية بفلمبان بعد وفاة والده سنة 1337 هـ ونال شهادتها، ولازم الأخذ فيها من الحاج عيدروس. وفي سنة 1340 هـ قدم مكة للحج والمجاورة والتعليم ومعه أخوه عبد الرحمن.

## تدريسه
بعد حياة حافلة بالطلب جلس لنشر العلم فدرَّس بالمسجد الحرام، وبالمدرسة الصولتية، غير الدروس التي كان يقيمها في داره كعادة علماء البلد الحرام، وذلك في عدة فنون، والتي برع فيها، كالفقه والأصول وعلم التفسير والفرائض والبلاغة والنحو والصرف والفلك، وأقبل عليه الطلاب ولا سيما الكبراء؛ لحسن تقريره، وسهولة عبارته، وسعة إطلاعه.
وأسس جمعية الاتحاد الفلمباني لبحث المسائل العلمية سنة 1350 هـ، ثم أسس دار العلوم الدينية بتاريخ 16 من شوال سنة 1353 هـ وأشرف عليها مع زمرة من العلماء الجاويين بمكة، واختير للتدريس فيها أكابر العلماء في ذلك الوقت، فهرع إليها الطلاب، وتخرج منها أفاضل العلماء من شتى البلاد، ولا سيما اليمن وإندونيسيا وماليزيا، وكانت تحوي مكتبة هائلة تضم نفائس الكتب المطبوعة والمخطوطة في شتى الفنون الشرعية، واعتاد بعض العلماء الجاويين بمكة وقف كتبهم على طلبة العلم، فكانت مكتباتهم تحول لمكتبة دار العلوم الدينية، وكان الكثير من هذه الكتب عليها تقريرات لأكابر علماء الحرمين.

## شيوخه
تتلمذ على شيوخ بلده، ثم لما قدم الحجاز تتلمذ على عدد من العلماء، فمنهم:
| - والده علي بن عبد الرحمن المساوى - حسن بن محمد المشاط - داود بن عبد الرحمن دهان - حبيب الله بن مايأبي الشنقيطي - عبد الستار بن عبد الوهاب الدهلوي - سالم بن عبد الحميد شفي - حسين بن محمد سعيد بن عبد الغني - عيسى بن محمد رواس | - مختار بن عثمان مخدوم - محمود بن عبد الرحمن زهدي - عبد الله بن حسن الكوهجي - محمد علي بن حسين المالكي - عمر بن أبي بكر باجنيد - سراج بن محمد نور ششه - سعيد بن محمد الخليدي - خليفة بن حمد النبهاني - عبد القادر بن صابر المنديلي | - إبراهيم بن داود فطاني - عبد الله بن محمد غازي - عمر بن حمدان المحرسي - عيدروس بن سالم البار - علي بن فالح الظاهري - محمد عبد الباقي اللكنوي - علي بن أحمد عواد - محمد نور فطاني - زبير بن أحمد فلفلان | - صالح بن علوي بن عقيل - هاشم بن عبد الله شطا - محمد زكي بن أحمد البرزنجي - عبد القادر بن توفيق الشلبي - علي بن علي الحبشي - عبد الرؤوف بن عبد الباقي المصري - أمة الله بنت عبد الغني الدهلوي |

## تلاميذه
ازدحم عليه الطلاب وتخرج عليه الكثير من مختلف الجنسيات، وبالخصوص من جنوب شرق آسيا، منهم:
| - محمد ياسين الفاداني - زكريا بن عبد الله بيلا | - محمد زين بن عبد الله باويان - عبد الله مدني الفلمباني - محمد علي بن عثمان الكتفاني | - عبد الرشيد الفلمباني - عبد الحميد دمشق الفلمباني - سالم بن أحمد بن جندان | - عبد الرحمن الإحساني |

## مؤلفاته
عكف على تعليق حواش على الكتب العلمية المتداولة وألف عدة كتب لا تزال تدرس في الحجاز والملايا وهي:
| - «النفحة الحسنية شرح التحفة السنية» في الفرائض - «مدخل الوصول إلى علم الأصول» - «نهج التيسير شرح منظومة الزمزمي في أصول التفسير» - «جمع الثمر شرح منظومة منازل القمر» - «الرحلة العلية إلى الديار الحضرمية لزيارة أسلافنا العلوية» ألّفه لما زار حضرموت سنة 1348 هـ | - «الجدد شرح منظومة الزبد» - ترجمة «القول المضبوط في حكم النوط» لأبي بكر شطا - «أدلة أهل السنة والجماعة في دفع شبهات الفرق الضالة والمبتدعة» - «الفصوص الجوهرية في التعاريف المنطقية» - «زبدة الصلوات على خير البريات» - تقريرات على كتاب «غاية الوصول إلى شرح لب الأصول» لزكريا الأنصاري |

## وفاته
توفي بمكة قبيل غروب شمس يوم الأحد العاشر من شهر جمادى الآخرة سنة 1354 هـ، وتحرك محفل تشييع جنازته صباح يوم الاثنين في جمع عظيم من العلماء والسادة والطلاب والوجهاء، ودفن بحوطة السادة من مقبرة المعلاة.

## روابط خارجية
- الشمراني، ضيف الله بن محمد (2022). "العلامة محسن بن علي المساوى (ت: 1354 هـ) وكتابه نهج التيسير على نظم التفسير". مجلة كلية الدراسات الإسلامية والعربية للبنات بالإسكندرية. مصر. ج. 38 رقم  2. ص. 92. مؤرشف من الأصل في 2023-06-28.
- العصيمي، صالح بن عبد الله (2010). "تطريز على مدخل الوصول إلى معرفة علمِ الأُصول". التفريغ. مؤرشف من الأصل في 2023-06-28.